# سامسونج جالكسي إس 23
سامسونج جالكسي إس 23 (بالإنجليزية: Samsung Galaxy S23)‏ أو سلسلة سامسونج جالكسي إس 23 (بالإنجليزية: Samsung Galaxy S23 series)‏ هي سلسلة من الهواتف المحمولة تعمل بنظام أندرويد، والتي صُنِّعت بواسطة إلكترونيات سامسونج كجزء من سلسلة سامسونج جالكسي إس وقد أُعلن عن إصدارها في 1 فبراير 2023.

## تاريخ
في 18 يناير 2023 أعلنت شركة سامسونج رسميًا أنَّ حدث سامسونج أنباكد لعام 2023 (بالإنجليزية: Galaxy Unpacked 2023)‏ سيُعقد في يوم الأربعاء في 1 فبراير مِن نفس العام، في سان فرانسيسكو. وقد تُوِّقع رؤية ثلاثة هواتف جديدة ضمن السلسلة، تتراوح في الحجم من صغير إلى متوسط ثُمَّ الكبير وهي:
- جالكسي إس 23 (بالإنجليزية: Galaxy S23)‏
- جالكسي إس 23 بلس (بالإنجليزية: Galaxy S23 Plus)‏
- جالكسي إس 23 ألترا (بالإنجليزية: Galaxy S23 Ultra)‏

وقد أعلنت سامسونج عن تحسينات في التقاط الصور ومقاطع الفيديو ليلًا وفي ظروف الإضاءة الضعيفة وذلك على جالكسي إس 23 و جالكسي إس 23 بلس.
في يناير 2023 أعلنت صحيفة ذا فيرج عن تسريبات عن الجهاز وقد أعلنت أنَّهُ «توجد 8 جيجابايت أو 12 جيجابايت من ذاكرة الوصول العشوائي في نُسخة ألترا، و 256 جيجابايت أو 512 جيجابايت أو 1 تيرابايت مساحة للتخزين». وأعلنت «إن إس 23 و إس 23 بلس ستأتي فقط بسعة 8 جيجابايت من ذاكرة الوصول العشوائي، وما بين 128 جيجابايت و 512 جيجابايت ذاكرةً التخزين».

## التَّصميم

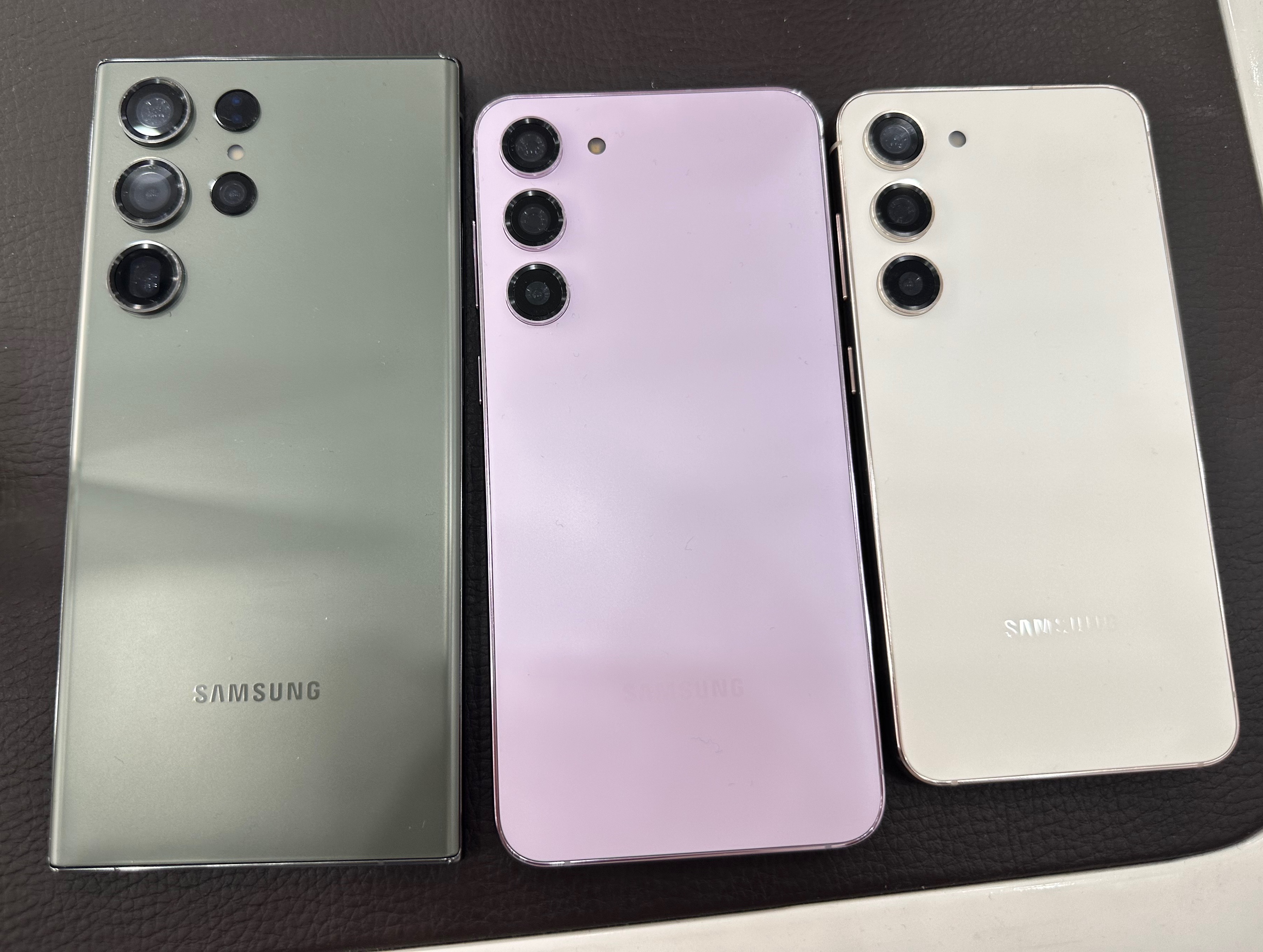
صورة لهواتف سلسلة سامسونج جالكسي إس 23: نُسخة إس 23 (يمين)، نُسخة إس 23 بلس (وسط)، نُسخا إس 23 ألترا (يسار)

تتوفر نُسخة إس 23 و S23 بلس بستة ألوان: لون أسود واللون الكريمي [الإنجليزية] واللون الأخضر واللون الخزامي واللون الرصاصي (أو الغرافيتي) واللون الليمي. وتتوفر نُسخة إس 23 ألترا بثمانية ألوان: اللون الأسود، واللون الكريمي [الإنجليزية]، واللون الأخضر، واللون الخزامي، واللون الرصاصي (أو الغرافيتي)، واللون الليمي، و الأزرق السماوي، واللون الأحمر.

## المُواصفات

### وحدة المُعالجة المركزية
أبرمت كل من سامسونج وكوالكوم عقدًا، لاستخدام سلسلة معالج دقيق حصرية سيكون اسمها الرسمي كوالكوم سناب دراجون 8 جيل 2 (بالإنجليزية: Qualcomm Snapdragon 8 Gen 2)‏، مع إعلان شركة سامسونج لتذكير المُستخدمين، بمجموعة الشرائح المخصصة التي تعمل على تشغيل السلسلة الرئيسية الجديدة. تكون شريحة «8 Gen 2» معززة بتقنيات الذكاء الاصطناعي الرائدة إضافةً إلى مزايا إضافيَّة للألعاب، لمُمارسة الألعاب بسهولة مُناسبة، وتُصرِّح الشركة بأنَّها ستكون «الأسرع في العالم».

### الشاشة
تتميز سلسلة إس 23 بشاشات «Dynamic AMOLED 2X» مع دعم تقنية HDR10+ [الإنجليزية] تستخدم جميع الطرز مستشعر بصمة [الإنجليزية] مُدعَّمةً بالموجات فوق الصوتية في الشاشة.
| الطراز      | حجم                | دقة العرض                         | مُعدل أقصى تغيير | معدل التحديث المتغير [الإنجليزية] | الشكل        |
| ----------- | ------------------ | --------------------------------- | --------------- | --------------------------------- | ------------ |
| S23         | 6.1 بوصة (155 مـم) | 2340×1080 (~425 ppi [الإنجليزية]) | 120 هرتز        | 48 هرتز إلى 120 هرتز              | جوانب مُسطّحة  |
| S23+        | 6.6 بوصة (168 مـم) | 2340×1080 (~393 ppi [الإنجليزية]) | 120 هرتز        | 48 هرتز إلى 120 هرتز              | جوانب مُسطّحة  |
| إس 23 ألترا | 6.8 بوصة (173 مـم) | 3088×1440 (~500 ppi [الإنجليزية]) | 120 هرتز        | 1 هرتز إلى 120 هرتز               | جوانب مُنحنية |

### البرمجيات
أُصدرت هواتف سامسونج جالكسي إس 23 بنظام أندرويد 13 مع برنامج واجهة وان يو آي 5.1. تم تضمين سامسونج نوكس لتحسين أمان الجهاز، لقد صرَّحت سامسونج عن إرسال تحديثات النظام لمدة 4 سنوات لنظام التشغيل أندرويد الرئيسي وعام إضافي واحد من التحديثات الأمنية، وبالتالي يُصبح مجموعه 5 سنوات مِن التحديثات.